# Netxerezi
Netxerezi o Natxerezi o Netxerzi - Нечерезий, Начерезий, Нечерзий (rus) - és un aül de la República d'Adiguèsia, a Rússia. Es troba a 4 km al nord de Ponejukai i a 67 km al nord-oest de Maikop, la capital de la república.
Pertany al municipi de Ponejukai.